# 発表!全ガンダム大投票
『発表!全ガンダム大投票』（はっぴょう ぜんガンダムだいとうひょう）は、NHK BSプレミアムで放送された、「ガンダムシリーズ」をテーマとした特別番組。

## 概要
2017年の「発表!あなたが選ぶアニメベスト100!」に続くアニメ投票企画。ガンダムシリーズ40周年を記念し作品・キャラクター・メカ（モビルスーツ）・アニソン（ガンダムソングス）の4ジャンルで2018年2月までの映像56作品、登場キャラクター2000以上、モビルスーツなどメカ900種以上、アニソン200曲以上のデータベースを作成、2018年3月2日から4月20日まで人気投票「全ガンダム大投票 40th」を実施。同投票の結果発表を中心に声優による生アフレコなどを行いながらシリーズの魅力を取り上げる。
アニメベスト100投票の大反響を受けての新たな投票企画として特定のアニメジャンルの投票企画も考案されたものの、アニメ100年と遜色のないものとして40年間の単一シリーズという共通項で議論がしやすいことからガンダムシリーズを題材とすることとなった。
公開後には形式の間違いや投票対象外であるアニメ以外の作品からの項目がないなどの意見が寄せられたが、アニメベスト100とは違い多数の複数回投票が不可能なものの最終的に想定を超える総計100万票以上（1,740,280件）が寄せられた。

## 出演者
- 司会：金子貴俊、小松宏司（NHKアナウンサー）
- ゲスト：西川貴教、土田晃之、堀口茉純、板倉俊之(インパルス)、佐々木琴子(乃木坂46)、福井晴敏、氷川竜介
- スタジオ声優ゲスト：古谷徹、関智一、河西健吾、榊原良子（磨りガラス越しで出演）
- ボイスメッセージ：池田秀一
- 電話出演：保志総一朗、森口博子
- VTR出演：富野由悠季、宮野真守

## 放送時間
- 本放送：BSプレミアム 2018年5月5日 21:00 - 23:30（第1部）、23:45 - 24:45（第2部）
- 再放送：総合テレビ 8月16日 23:55 - 3:43（NET BUZZ枠内 第1部23:58 - 2:28、第2部2:36 - 3:36）
  - 本編前後と第1・2部間に市川紗椰・山寺宏一ゲストによる番組概要や反響の紹介を挿入。

## 投票結果

### アニメ作品
| 順位 | 作品名                               | 媒体 | 制作年 | 性別比(%) | 性別比(%) | 年齢層(%) | 年齢層(%) | 年齢層(%) | 年齢層(%) | 年齢層(%) | 年齢層(%) |
| 順位 | 作品名                               | 媒体 | 制作年 | 男性      | 女性      | ≦19       | 20-29     | 30-39     | 40-49     | 50-59     | 60≦       |
| ---- | ------------------------------------ | ---- | ------ | --------- | --------- | --------- | --------- | --------- | --------- | --------- | --------- |
| 1    | 機動戦士ガンダム                     | TV   | 1979年 | 78        | 22        | 6         | 7         | 9         | 57        | 20        | 1         |
| 2    | 機動戦士Ζガンダム                    | TV   | 1985年 | 85        | 15        | 6         | 19        | 23        | 46        | 6         | 0         |
| 3    | 機動戦士ガンダムSEED                 | TV   | 2002年 | 56        | 44        | 13        | 45        | 24        | 14        | 4         | 0         |
| 4    | 機動戦士ガンダム00                   | TV   | 2007年 | 65        | 35        | 22        | 47        | 17        | 11        | 3         | 0         |
| 5    | 機動戦士ガンダム 逆襲のシャア        | 映画 | 1988年 | 91        | 9         | 8         | 21        | 29        | 38        | 4         | 0         |
| 6    | 機動戦士ガンダム 鉄血のオルフェンズ  | TV   | 2015年 | 55        | 45        | 28        | 35        | 19        | 14        | 3         | 1         |
| 7    | 機動戦士ガンダムUC                   | OVA  | 2010年 | 83        | 17        | 19        | 33        | 23        | 22        | 3         | 0         |
| 8    | 機動武闘伝Gガンダム                  | TV   | 1994年 | 82        | 18        | 6         | 33        | 41        | 17        | 3         | 0         |
| 9    | 新機動戦記ガンダムW                  | TV   | 1995年 | 53        | 47        | 6         | 28        | 49        | 14        | 3         | 0         |
| 10   | 機動戦士ガンダム0083 STARDUST MEMORY | OVA  | 1991年 | 95        | 5         | 7         | 25        | 31        | 32        | 5         | 0         |

| 順位 | 作品名                                             | ジャンル | 制作年 |
| ---- | -------------------------------------------------- | -------- | ------ |
| 11   | 機動戦士ガンダム0080 ポケットの中の戦争            | OVA      | 1989年 |
| 12   | 機動戦士ガンダム 第08MS小隊                        | OVA      | 1996年 |
| 13   | ∀ガンダム                                          | TV       | 1999年 |
| 14   | 機動戦士ガンダムSEED DESTINY                       | TV       | 2004年 |
| 15   | 機動戦士ガンダムIII めぐりあい宇宙編               | 映画     | 1982年 |
| 16   | 機動新世紀ガンダムX                                | TV       | 1996年 |
| 17   | ガンダムビルドファイターズ                         | TV       | 2013年 |
| 18   | 機動戦士ガンダムF91                                | 映画     | 1991年 |
| 19   | 機動戦士Vガンダム                                  | TV       | 1993年 |
| 20   | 機動戦士ガンダム00 -A wakening of the Trailblazer- | 映画     | 2010年 |
| 21   | 機動戦士ガンダムユニコーン RE：0096                | TV       | 2016年 |
| 22   | 機動戦士ガンダムΖΖ                                 | TV       | 1986年 |
| 23   | 機動戦士ガンダム THE ORIGIN                        | OVA      | 2013年 |
| 24   | 新機動戦記ガンダムW Endless Waltz                  | OVA      | 1997年 |
| 25   | 機動戦士ガンダムII 哀・戦士編                      | 映画     | 1981年 |
| 26   | 機動戦士ガンダムTHUNDERBOLT                        | OVA      | 2016年 |
| 27   | ガンダム Gのレコンギスタ                           | TV       | 2014年 |
| 28   | 新機動戦記ガンダムW Endless Waltz -特別篇-         | 映画     | 1998年 |
| 29   | 機動戦士ガンダムAGE                                | TV       | 2011年 |
| 30   | 機動戦士ガンダム MS IGLOO 1年戦争秘録              | OVA      | 2004年 |
| 31   | 機動戦士ガンダム0083 -ジオンの残光-                | 映画     | 1992年 |
| 32   | 機動戦士ガンダム MS IGLOO 黙示録0079               | OVA      | 2006年 |
| 33   | SDガンダムフォース                                 | TV       | 2004年 |
| 34   | 機動戦士SDガンダム（OVA)                           | OVA      | 1989年 |
| 35   | ガンダムビルドファイターズトライ                   | TV       | 2014年 |
| 36   | 機動戦士ガンダムSEED C.E.73 STARGAZER              | OVA      | 2006年 |
| 37   | 機動戦士ΖガンダムIII 星の鼓動は愛                  | 映画     | 2006年 |
| 38   | SDガンダム三国伝 Brave Battle Warriors             | TV       | 2010年 |
| 39   | 機動戦士SDガンダム（映画）                         | 映画     | 1988年 |
| 40   | 機動戦士ガンダム MS IGLOO2 重力戦線                | OVA      | 2008年 |

### モビルスーツ（メカ）
| 順位 | 機体名                       | 作品名                            |
| ---- | ---------------------------- | --------------------------------- |
| 1    | νガンダム（ニューガンダム）  | 機動戦士ガンダム 逆襲のシャア     |
| 2    | Ζガンダム                    | 機動戦士Ζガンダム                 |
| 3    | ストライクフリーダムガンダム | 機動戦士ガンダムSEED DESTINY      |
| 4    | ウイングガンダムゼロ（EW版） | 新機動戦記ガンダムW Endless Waltz |
| 5    | フリーダムガンダム           | 機動戦士ガンダムSEED              |
| 6    | 百式                         | 機動戦士Ζガンダム                 |
| 7    | キュベレイ                   | 機動戦士Ζガンダム                 |
| 8    | サザビー                     | 機動戦士ガンダム 逆襲のシャア     |
| 9    | ガンダムF91                  | 機動戦士ガンダムF91               |
| 10   | ガンダム                     | 機動戦士ガンダム                  |

| 順位 | 機体名                                                      | 作品名                                             |
| ---- | ----------------------------------------------------------- | -------------------------------------------------- |
| 11   | ザクII（シャア・アズナブル機）                              | 機動戦士ガンダム                                   |
| 12   | ユニコーンガンダム（デストロイモード）                      | 機動戦士ガンダムUC                                 |
| 13   | ガンダム試作3号機                                           | 機動戦士ガンダム0083 STARDUST MEMORY               |
| 14   | グフ・カスタム                                              | 機動戦士ガンダム 第08MS小隊                        |
| 15   | ケンプファー                                                | 機動戦士ガンダム0080 ポケットの中の戦争            |
| 16   | ガンダムMk-II                                               | 機動戦士Ζガンダム                                  |
| 17   | ダブルオーライザー                                          | 機動戦士ガンダム00                                 |
| 18   | ガンダム・バルバトスルプス レクス                           | 機動戦士ガンダム 鉄血のオルフェンズ                |
| 19   | ザクII                                                      | 機動戦士ガンダム                                   |
| 20   | グフ                                                        | 機動戦士ガンダム                                   |
| 21   | ゴッドガンダム                                              | 機動武闘伝Gガンダム                                |
| 22   | ガンダムエクシア                                            | 機動戦士ガンダム00                                 |
| 23   | ダブルオークアンタ                                          | 機動戦士ガンダム00 -A wakening of the Trailblazer- |
| 24   | ∀ガンダム                                                   | ∀ガンダム                                          |
| 25   | クシャトリヤ                                                | 機動戦士ガンダムUC                                 |
| 26   | シナンジュ                                                  | 機動戦士ガンダムUC                                 |
| 27   | ドム（リック・ドム）                                        | 機動戦士ガンダム                                   |
| 28   | デスティニーガンダム                                        | 機動戦士ガンダムSEED DESTINY                       |
| 29   | ガンダムデスサイズヘル（EW版）                              | 新機動戦記ガンダムW Endless Waltz                  |
| 30   | フルアーマー・ユニコーンガンダム（デストロイモード）        | 機動戦士ガンダムUC                                 |
| 31   | ズゴック（シャア・アズナブル機）                            | 機動戦士ガンダム                                   |
| 32   | ウイングガンダムゼロ                                        | 新機動戦記ガンダムW                                |
| 33   | ガンダム試作2号機                                           | 機動戦士ガンダム0083 STARDUST MEMORY               |
| 34   | ガンダムDX                                                  | 機動新世紀ガンダムX                                |
| 35   | V2アサルトバスターガンダム                                  | 機動戦士Vガンダム                                  |
| 36   | ヅダ                                                        | 機動戦士ガンダム MS IGLOO 1年戦争秘録              |
| 37   | ゲルググ（シャア・アズナブル機）                            | 機動戦士ガンダム                                   |
| 38   | アッガイ                                                    | 機動戦士ガンダム                                   |
| 39   | ΖΖガンダム                                                  | 機動戦士ガンダムΖΖ                                 |
| 40   | ガンダムエクシアリペア                                      | 機動戦士ガンダム00                                 |
| 41   | エールストライクガンダム                                    | 機動戦士ガンダムSEED                               |
| 42   | ガンダムEz-8                                                | 機動戦士ガンダム 第08MS小隊                        |
| 43   | インフィニットジャスティスガンダム                          | 機動戦士ガンダムSEED DESTINY                       |
| 44   | ヒルドルブ                                                  | 機動戦士ガンダム MS IGLOO 1年戦争秘録              |
| 45   | マスターガンダム                                            | 機動武闘伝Gガンダム                                |
| 46   | ガンダム・バルバトスルプス                                  | 機動戦士ガンダム 鉄血のオルフェンズ                |
| 47   | ジ・O                                                       | 機動戦士Ζガンダム                                  |
| 48   | ガンダムデスサイズ                                          | 新機動戦記ガンダムW                                |
| 49   | ユニコーンガンダム2号機バンシィ・ノルン（デストロイモード） | 機動戦士ガンダムUC                                 |
| 50   | ハイゴッグ                                                  | 機動戦士ガンダム0080 ポケットの中の戦争            |

| 順位 | 機体名                                              | 作品名                                             |
| ---- | --------------------------------------------------- | -------------------------------------------------- |
| 51   | ガンダムデュナメス                                  | 機動戦士ガンダム00                                 |
| 52   | 陸戦型ガンダム                                      | 機動戦士ガンダム 第08MS小隊                        |
| 53   | ジオング                                            | 機動戦士ガンダム                                   |
| 54   | ターンX                                             | ∀ガンダム                                          |
| 55   | リック・ディアス                                    | 機動戦士Ζガンダム                                  |
| 56   | ガンダム・バルバトス                                | 機動戦士ガンダム 鉄血のオルフェンズ                |
| 57   | V2ガンダム                                          | 機動戦士Vガンダム                                  |
| 58   | ガンダム・バエル                                    | 機動戦士ガンダム 鉄血のオルフェンズ                |
| 59   | トールギス                                          | 新機動戦記ガンダムW                                |
| 60   | ギャン                                              | 機動戦士ガンダム                                   |
| 61   | ガンダムX                                           | 機動新世紀ガンダムX                                |
| 62   | ガンキャノン                                        | 機動戦士ガンダム                                   |
| 63   | ガンダムデスサイズH                                 | 新機動戦記ガンダムW                                |
| 64   | ガンダム試作1号機フルバーニアン                     | 機動戦士ガンダム0083 STARDUST MEMORY               |
| 65   | バイアラン・カスタム                                | 機動戦士ガンダムUC                                 |
| 65   | ガンダムエピオン                                    | 新機動戦記ガンダムW                                |
| 67   | サイコ・ザク                                        | 機動戦士ガンダムTHUNDERBOLT                        |
| 68   | ストライクノワール                                  | 機動戦士ガンダムSEED C.E.73-STARGAZER-             |
| 69   | クィン・マンサ                                      | 機動戦士ガンダムΖΖ                                 |
| 70   | ブレイヴ指揮官用試験機                              | 機動戦士ガンダム00 -A wakening of the Trailblazer- |
| 71   | リ・ガズィ                                          | 機動戦士ガンダム逆襲のシャア                       |
| 72   | アカツキ                                            | 機動戦士ガンダムSEED DESTINY                       |
| 73   | ザクII改                                            | 機動戦士ガンダム0080 ポケットの中の戦争            |
| 74   | ガンダム・フラウロス（流星号）                      | 機動戦士ガンダム 鉄血のオルフェンズ                |
| 75   | スタークジェガン                                    | 機動戦士ガンダムUC                                 |
| 76   | ユニコーンガンダム（ユニコーンモード）              | 機動戦士ガンダムUC                                 |
| 77   | アレックス                                          | 機動戦士ガンダム0080 ポケットの中の戦争            |
| 78   | ノイエ・ジール                                      | 機動戦士ガンダム0083 STARDUST MEMORY               |
| 79   | ユニコーンガンダム2号機バンシィ（デストロイモード） | 機動戦士ガンダムUC                                 |
| 80   | ジャスティスガンダム                                | 機動戦士ガンダムSEED                               |
| 81   | ガンダムXディバイダー                               | 機動新世紀ガンダムX                                |
| 82   | ギャプラン                                          | 機動戦士Ζガンダム                                  |
| 83   | ガンダム・ヴィダール（キマリス偽装型）              | 機動戦士ガンダム 鉄血のオルフェンズ                |
| 84   | シャイニングガンダム                                | 機動武闘伝Gガンダム                                |
| 85   | ガンダムハルート                                    | 機動戦士ガンダム00 -A wakening of the Trailblazer- |
| 86   | ユニオンフラッグカスタム（グラハム機）              | 機動戦士ガンダム00                                 |
| 87   | アッシマー                                          | 機動戦士Ζガンダム                                  |
| 88   | ガンダムサバーニャ                                  | 機動戦士ガンダム00 -A wakening of the Trailblazer- |
| 89   | ガンダムキュリオス                                  | 機動戦士ガンダム00                                 |
| 90   | ジム・スナイパーII                                  | 機動戦士ガンダム0080 ポケットの中の戦争            |
| 91   | プロヴィデンスガンダム                              | 機動戦士ガンダムSEED                               |
| 92   | ザクI                                               | 機動戦士ガンダム                                   |
| 93   | フルアーマー・ガンダム                              | 機動戦士ガンダムTHUNDERBOLT                        |
| 94   | ガンダムヘビーアームズ改（EW版）                    | 新機動戦記ガンダムW Endless Waltz                  |
| 95   | ジム                                                | 機動戦士ガンダム                                   |
| 96   | ガンダムヴァーチェ                                  | 機動戦士ガンダム00                                 |
| 97   | G-セルフ                                            | ガンダム Gのレコンギスタ                           |
| 98   | ザクII（シャア・アズナブル機）                      | 機動戦士ガンダム THE ORIGIN                        |
| 98   | ズゴック                                            | 機動戦士ガンダム                                   |
| 100  | トールギスIII                                       | 新機動戦記ガンダムW Endless Waltz                  |

### キャラクター
別名キャラクターとしてのエントリーや複数作品にまたがるキャラクターの票を合算した「総合ランキング」と合算を行わない「作品別ランキング」の2つに分けて発表され、両ランキングでトップ3に選ばれたシャア・アズナブル、オルガ・イツカ、アムロ・レイの3名はことぶきつかさ・千葉道徳による投票への感謝を込めた記念の描き下ろしイラストに描かれた。
総合ランキング
|      | 総合ランキング                                                        | 総合ランキング                                                                                                 | 作品別ランキング   | 作品別ランキング                    |
| 順位 | キャラクター名                                                        | 作品名 | キャラクター名     | 作品名                              |
| ---- | --------------------------------------------------------------------- | --- | ------------------ | ----------------------------------- |
| 1    | シャア・アズナブル （クワトロ・バジーナ/ キャスバル・レム・ダイクン） | 機動戦士ガンダム 機動戦士Ζガンダム 機動戦士ガンダム逆襲のシャア 機動戦士ガンダム THE ORIGIN 機動戦士ガンダムUC | オルガ・イツカ     | 機動戦士ガンダム 鉄血のオルフェンズ |
| 2    | アムロ・レイ                                                          | 機動戦士ガンダム逆襲のシャア 機動戦士ガンダム 機動戦士Ζガンダム 機動戦士ガンダム THE ORIGIN 機動戦士ガンダムUC | シャア・アズナブル | 機動戦士ガンダム                    |
| 3    | オルガ・イツカ                                                        | 機動戦士ガンダム 鉄血のオルフェンズ                                                                            | アムロ・レイ       | 機動戦士ガンダム 逆襲のシャア       |
| 4    | キラ・ヤマト                                                          | 機動戦士ガンダムSEED 機動戦士ガンダムSEED DESTINY                                                              | カミーユ・ビダン   | 機動戦士Ζガンダム                   |
| 5    | グラハム・エーカー （ミスター・ブシドー）                             | 機動戦士ガンダム00                                                                                             | アムロ・レイ       | 機動戦士ガンダム                    |
| 6    | 刹那・F・セイエイ                                                     | 機動戦士ガンダム00                                                                                             | クワトロ・バジーナ | 機動戦士Ζガンダム                   |
| 7    | カミーユ・ビダン                                                      | 機動戦士Ζガンダム 機動戦士ガンダムΖΖ                                                                           | キラ・ヤマト       | 機動戦士ガンダムSEED                |
| 8    | アナベル・ガトー                                                      | 機動戦士ガンダム0083 STARDUST MEMORY 機動戦士ガンダム0083 -ジオンの残光-                                       | シャア・アズナブル | 機動戦士ガンダム 逆襲のシャア       |
| 9    | ハマーン・カーン                                                      | 機動戦士Ζガンダム 機動戦士ガンダムΖΖ 機動戦士ガンダム0083 STARDUST MEMORY 機動戦士ガンダム0083-ジオンの残光-   | 刹那・F・セイエイ  | 機動戦士ガンダム00                  |
| 10   | アスラン・ザラ                                                        | 機動戦士ガンダムSEED 機動戦士ガンダムSEED DESTINY                                                              | ランバ・ラル       | 機動戦士ガンダム                    |

|      | 総合ランキング                                    | 総合ランキング                                                                                                 | 作品別ランキング                                | 作品別ランキング                                   |
| 順位 | キャラクター名                                    | 作品名 | キャラクター名                                  | 作品名                                             |
| ---- | ------------------------------------------------- | --- | ----------------------------------------------- | -------------------------------------------------- |
| 11   | ランバ・ラル                                      | 機動戦士ガンダム 機動戦士ガンダム THE ORIGIN                                                                   | アナベル・ガトー                                | 機動戦士ガンダム0083 STARDUST MEMORY               |
| 12   | ヒイロ・ユイ                                      | 新機動戦記ガンダムW 新機動戦記ガンダムW Endless Waltz                                                          | マスター・アジア（東方不敗）                    | 機動武闘伝Gガンダム                                |
| 13   | マスター・アジア （東方不敗）                     | 機動武闘伝Gガンダム                                                                                            | グラハム・エーカー                              | 機動戦士ガンダム00                                 |
| 14   | 三日月・オーガス                                  | 機動戦士ガンダム 鉄血のオルフェンズ                                                                            | 三日月・オーガス                                | 機動戦士ガンダム 鉄血のオルフェンズ                |
| 15   | ロックオン・ストラトス （ニール・ディランディ）   | 機動戦士ガンダム00                                                                                             | ロックオン・ストラトス （ニール・ディランディ） | 機動戦士ガンダム00                                 |
| 16   | マリーダ・クルス                                  | 機動戦士ガンダムUC                                                                                             | マリーダ・クルス                                | 機動戦士ガンダムUC                                 |
| 17   | バーナード・ワイズマン （バーニィ）               | 機動戦士ガンダム0080 ポケットの中の戦争                                                                        | バーナード・ワイズマン （バーニィ）             | 機動戦士ガンダム0080 ポケットの中の戦争            |
| 18   | デュオ・マックスウェル                            | 新機動戦記ガンダムW 新機動戦記ガンダムW Endless Waltz                                                          | キラ・ヤマト                                    | 機動戦士ガンダムSEED DESTINY                       |
| 19   | ブライト・ノア                                    | 機動戦士ガンダム 機動戦士ガンダムUC 機動戦士ガンダム逆襲のシャア 機動戦士Ζガンダム 機動戦士ガンダム THE ORIGIN | ヒイロ・ユイ                                    | 新機動戦記ガンダムW                                |
| 20   | ラクス・クライン                                  | 機動戦士ガンダムSEED 機動戦士ガンダムSEED DESTINY                                                              | アスラン・ザラ                                  | 機動戦士ガンダムSEED                               |
| 21   | セイラ・マス （アルテイシア・ソム・ダイクン）     | 機動戦士ガンダム 機動戦士ガンダム THE ORIGIN 機動戦士Ζガンダム 機動戦士ガンダムΖΖ                              | ハマーン・カーン                                | 機動戦士Ζガンダム                                  |
| 22   | ノリス・パッカード                                | 機動戦士ガンダム 第08MS小隊                                                                                    | デュオ・マックスウェル                          | 新機動戦記ガンダムW                                |
| 23   | バナージ・リンクス                                | 機動戦士ガンダムUC                                                                                             | セイラ・マス                                    | 機動戦士ガンダム                                   |
| 24   | カイ・シデン                                      | 機動戦士ガンダム 機動戦士Ζガンダム 機動戦士ガンダムUC 機動戦士ガンダム THE ORIGIN                              | ノリス・パッカード                              | 機動戦士ガンダム 第08MS小隊                        |
| 25   | ドモン・カッシュ                                  | 機動武闘伝Gガンダム                                                                                            | バナージ・リンクス                              | 機動戦士ガンダムUC                                 |
| 26   | シロー・アマダ                                    | 機動戦士ガンダム 第08MS小隊                                                                                    | ドモン・カッシュ                                | 機動武闘伝Gガンダム                                |
| 27   | シン・アスカ                                      | 機動戦士ガンダムSEED DESTINY                                                                                   | カイ・シデン                                    | 機動戦士ガンダム                                   |
| 28   | ガロード・ラン                                    | 機動新世紀ガンダムX                                                                                            | シロー・アマダ                                  | 機動戦士ガンダム 第08MS小隊                        |
| 29   | エルピー・プル                                    | 機動戦士ガンダムΖΖ                                                                                             | シン・アスカ                                    | 機動戦士ガンダムSEED DESTINY                       |
| 30   | ティファ・アディール                              | 機動新世紀ガンダムX                                                                                            | ガロード・ラン                                  | 機動新世紀ガンダムX                                |
| 31   | ロラン・セアック                                  | ∀ガンダム ∀ガンダム I 地球光 ∀ガンダム II 月光蝶                                                               | エルピー・プル                                  | 機動戦士ガンダムΖΖ                                 |
| 32   | シーブック・アノー                                | 機動戦士ガンダムF91                                                                                            | ティファ・アディール                            | 機動新世紀ガンダムX                                |
| 33   | イザーク・ジュール                                | 機動戦士ガンダムSEED 機動戦士ガンダムSEED DESTINY                                                              | ラクス・クライン                                | 機動戦士ガンダムSEED                               |
| 34   | エマ・シーン                                      | 機動戦士Ζガンダム                                                                                              | シーブック・アノー                              | 機動戦士ガンダムF91                                |
| 35   | オードリー・バーン （ミネバ・ラオ・ザビ）         | 機動戦士ガンダムUC 機動戦士ガンダム 機動戦士ガンダム THE ORIGIN                                                | ハマーン・カーン                                | 機動戦士ガンダムΖΖ                                 |
| 36   | アイナ・サハリン                                  | 機動戦士ガンダム 第08MS小隊                                                                                    | ロラン・セアック                                | ∀ガンダム                                          |
| 37   | フォウ・ムラサメ                                  | 機動戦士Ζガンダム                                                                                              | エマ・シーン                                    | 機動戦士Ζガンダム                                  |
| 38   | カガリ・ユラ・アスハ                              | 機動戦士ガンダムSEED 機動戦士ガンダムSEED DESTINY                                                              | アスラン・ザラ                                  | 機動戦士ガンダムSEED DESTINY                       |
| 39   | スレッガー・ロウ                                  | 機動戦士ガンダム                                                                                               | 刹那・F・セイエイ                               | 機動戦士ガンダム00 -A wakening of the Trailblazer- |
| 40   | ムウ・ラ・フラガ （ネオ・ロアノーク）             | 機動戦士ガンダムSEED 機動戦士ガンダムSEED DESTINY                                                              | アイナ・サハリン                                | 機動戦士ガンダム 第08MS小隊                        |
| 41   | ティエリア・アーデ                                | 機動戦士ガンダム00 機動戦士ガンダム00 -A wakening of the Trailblazer-                                          | フォウ・ムラサメ                                | 機動戦士Ζガンダム                                  |
| 42   | カテジナ・ルース                                  | 機動戦士Vガンダム                                                                                              | スレッガー・ロウ                                | 機動戦士ガンダム                                   |
| 43   | ジュドー・アーシタ                                | 機動戦士ガンダムΖΖ                                                                                             | グラハム・エーカー                              | 機動戦士ガンダム00 -A wakening of the Trailblazer- |
| 44   | ゼクス・マーキス （ミリアルド・ピースクラフト）   | 新機動戦記ガンダムW                                                                                            | ラクス・クライン                                | 機動戦士ガンダムSEED DESTINY                       |
| 45   | スベロア・ジンネマン                              | 機動戦士ガンダムUC                                                                                             | ブライト・ノア                                  | 機動戦士ガンダム                                   |
| 46   | トレーズ・クシュリナーダ                          | 新機動戦記ガンダムW                                                                                            | ムウ・ラ・フラガ                                | 機動戦士ガンダムSEED                               |
| 47   | シーマ・ガラハウ                                  | 機動戦士ガンダム0083 STARDUST MEMORY 機動戦士ガンダム0083 -ジオンの残光-                                       | カテジナ・ルース                                | 機動戦士Vガンダム                                  |
| 48   | リリーナ・ドーリアン （リリーナ・ピースクラフト） | 新機動戦記ガンダムW 新機動戦記ガンダムW Endless Waltz                                                          | ジュドー・アーシタ                              | 機動戦士ガンダムΖΖ                                 |
| 49   | ルナマリア・ホーク                                | 機動戦士ガンダムSEED DESTINY                                                                                   | イザーク・ジュール                              | 機動戦士ガンダムSEED                               |
| 50   | ヤザン・ゲーブル                                  | 機動戦士Ζガンダム 機動戦士ガンダムΖΖ                                                                           | ティエリア・アーデ                              | 機動戦士ガンダム00                                 |

|      | 総合ランキング                                  | 総合ランキング                                                                         | 作品別ランキング                                  | 作品別ランキング                        |
| 順位 | キャラクター名                                  | 作品名                                                                                 | キャラクター名                                    | 作品名                                  |
| ---- | ----------------------------------------------- | -------------------------------------------------------------------------------------- | ------------------------------------------------- | --------------------------------------- |
| 51   | マチルダ・アジャン                              | 機動戦士ガンダム                                                                       | カガリ・ユラ・アスハ                              | 機動戦士ガンダムSEED                    |
| 52   | アレルヤ・ハプティズム                          | 機動戦士ガンダム00 機動戦士ガンダム00 -A wakening of the Trailblazer-                  | ゼクス・マーキス （ミリアルド・ピースクラフト）   | 新機動戦記ガンダムW                     |
| 53   | ウッソ・エヴィン                                | 機動戦士Vガンダム                                                                      | スベロア・ジンネマン                              | 機動戦士ガンダムUC                      |
| 54   | ダグザ・マックール                              | 機動戦士ガンダムUC                                                                     | トレーズ・クシュリナーダ                          | 新機動戦記ガンダムW                     |
| 55   | マクギリス・ファリド                            | 機動戦士ガンダム 鉄血のオルフェンズ                                                    | ヒイロ・ユイ                                      | 新機動戦記ガンダムW Endless Waltz       |
| 56   | ルー・ルカ                                      | 機動戦士ガンダムΖΖ                                                                     | ルナマリア・ホーク                                | 機動戦士ガンダムSEED DESTINY            |
| 57   | ステラ・ルーシェ                                | 機動戦士ガンダムSEED DESTINY                                                           | マチルダ・アジャン                                | 機動戦士ガンダム                        |
| 58   | プルツー                                        | 機動戦士ガンダムΖΖ                                                                     | シーマ・ガラハウ                                  | 機動戦士ガンダム0083 STARDUST MEMORY    |
| 59   | パトリック・コーラサワー                        | 機動戦士ガンダム00 機動戦士ガンダム00 -A wakening of the Trailblazer-                  | ウッソ・エヴィン                                  | 機動戦士Vガンダム                       |
| 60   | マリュー・ラミアス                              | 機動戦士ガンダムSEED 機動戦士ガンダムSEED DESTINY                                      | ダグザ・マックール                                | 機動戦士ガンダムUC                      |
| 61   | アセム・アスノ                                  | 機動戦士ガンダムAGE 機動戦士ガンダムAGE MEMORY OF EDEN                                 | マクギリス・ファリド                              | 機動戦士ガンダム 鉄血のオルフェンズ     |
| 62   | シュバルツ・ブルーダー                          | 機動武闘伝Gガンダム                                                                    | アナベル・ガトー                                  | 機動戦士ガンダム0083 -ジオンの残光-     |
| 63   | ガエリオ・ボードウィン                          | 機動戦士ガンダム 鉄血のオルフェンズ                                                    | ヤザン・ゲーブル                                  | 機動戦士Ζガンダム                       |
| 64   | ギム・ギンガナム                                | ∀ガンダム ∀ガンダム II 月光蝶                                                          | ルー・ルカ                                        | 機動戦士ガンダムΖΖ                      |
| 65   | ラウ・ル・クルーゼ                              | 機動戦士ガンダムSEED                                                                   | ステラ・ルーシェ                                  | 機動戦士ガンダムSEED DESTINY            |
| 66   | コウ・ウラキ                                    | 機動戦士ガンダム0083 STARDUST MEMORY 機動戦士ガンダム0083 -ジオンの残光-               | プルツー                                          | 機動戦士ガンダムΖΖ                      |
| 67   | ロックオン・ストラトス （ライル・ディランディ） | 機動戦士ガンダム00 機動戦士ガンダム00 -A wakening of the Trailblazer-                  | リリーナ・ドーリアン （リリーナ・ピースクラフト） | 新機動戦記ガンダムW                     |
| 68   | ノルバ・シノ                                    | 機動戦士ガンダム 鉄血のオルフェンズ                                                    | シュバルツ・ブルーダー                            | 機動武闘伝Gガンダム                     |
| 69   | フェルト・グレイス                              | 機動戦士ガンダム00 機動戦士ガンダム00 -A wakening of the Trailblazer-                  | ガエリオ・ボードウィン                            | 機動戦士ガンダム 鉄血のオルフェンズ     |
| 70   | イオリ・セイ                                    | ガンダムビルドファイターズ ガンダムビルドファイターズ GMの逆襲                         | ラウ・ル・クルーゼ                                | 機動戦士ガンダムSEED                    |
| 71   | ドズル・ザビ                                    | 機動戦士ガンダム 機動戦士ガンダム THE ORIGIN                                           | オードリー・バーン                                | 機動戦士ガンダムUC                      |
| 72   | ホシノ・フミナ                                  | ガンダムビルドファイターズトライ ガンダムビルドファイターズトライ アイランド・ウォーズ | ミネバ・ラオ・ザビ                                | 機動戦士ガンダムUC                      |
| 73   | クラウレ・ハモン                                | 機動戦士ガンダム 機動戦士ガンダム THE ORIGIN                                           | ノルバ・シノ                                      | 機動戦士ガンダム 鉄血のオルフェンズ     |
| 74   | ガルマ・ザビ                                    | 機動戦士ガンダム 機動戦士ガンダム THE ORIGIN                                           | アレルヤ・ハプティズム                            | 機動戦士ガンダム00                      |
| 75   | パプテマス・シロッコ                            | 機動戦士Ζガンダム                                                                      | イオリ・セイ                                      | ガンダムビルドファイターズ              |
| 76   | ディアナ・ソレル                                | ∀ガンダム ∀ガンダム II 月光蝶                                                          | ブライト・ノア                                    | 機動戦士ガンダムUC                      |
| 77   | トロワ・バートン                                | 新機動戦記ガンダムW 新機動戦記ガンダムW Endless Waltz                                  | ブライト・ノア                                    | 機動戦士ガンダム逆襲のシャア            |
| 78   | レイジ                                          | ガンダムビルドファイターズ ガンダムビルドファイターズ GMの逆襲                         | アセム・アスノ                                    | 機動戦士ガンダムAGE                     |
| 79   | リディ・マーセナス                              | 機動戦士ガンダムUC                                                                     | パプテマス・シロッコ                              | 機動戦士Ζガンダム                       |
| 80   | ララァ・スン                                    | 機動戦士ガンダム 機動戦士ガンダム THE ORIGIN 機動戦士ガンダムUC                        | コウ・ウラキ                                      | 機動戦士ガンダム0083 STARDUST MEMORY    |
| 81   | ディアッカ・エルスマン                          | 機動戦士ガンダムSEED 機動戦士ガンダムSEED DESTINY                                      | ギム・ギンガナム                                  | ∀ガンダム                               |
| 82   | クリスチーナ・マッケンジー                      | 機動戦士ガンダム0080 ポケットの中の戦争                                                | パトリック・コーラサワー                          | 機動戦士ガンダム00                      |
| 83   | サウス・バニング                                | 機動戦士ガンダム0083 STARDUST MEMORY 機動戦士ガンダム0083 -ジオンの残光-               | ホシノ・フミナ                                    | ガンダムビルドファイターズトライ        |
| 84   | ハロ                                            | 機動戦士ガンダム／機動戦士ガンダム THE ORIGIN                                          | ディアナ・ソレル                                  | ∀ガンダム                               |
| 85   | アリー・アル・サーシェス                        | 機動戦士ガンダム00                                                                     | リディ・マーセナス                                | 機動戦士ガンダムUC                      |
| 86   | ギレン・ザビ                                    | 機動戦士ガンダム 機動戦士ガンダム THE ORIGIN 機動戦士ガンダムUC                        | クリスチーナ・マッケンジー                        | 機動戦士ガンダム0080 ポケットの中の戦争 |
| 87   | ハイネ・ヴェステンフルス                        | 機動戦士ガンダムSEED DESTINY                                                           | デュオ・マックスウェル                            | 新機動戦記ガンダムW Endless Waltz       |
| 88   | アンドリュー・バルトフェルド                    | 機動戦士ガンダムSEEDN 機動戦士ガンダムSEED DESTINY                                     | シャア・アズナブル                                | 機動戦士ガンダム THE ORIGIN             |
| 89   | アトラ・ミクスタ                                | 機動戦士ガンダム 鉄血のオルフェンズ                                                    | レイジ（88位タイ）                                | ガンダムビルドファイターズ              |
| 90   | カトル・ラバーバ・ウィナー                      | 新機動戦記ガンダムW                                                                    | アリー・アル・サーシェス                          | 機動戦士ガンダム00                      |
| 91   | ハレルヤ・ハプティズム                          | 機動戦士ガンダム00 機動戦士ガンダム00 -A wakening of the Trailblazer-                  | ハロ                                              | 機動戦士ガンダム                        |
| 92   | ソシエ・ハイム                                  | ∀ガンダム ∀ガンダム I 地球光 ∀ガンダム II 月光蝶                                       | ララァ・スン                                      | 機動戦士ガンダム                        |
| 93   | 昭弘・アルトランド                              | 機動戦士ガンダム 鉄血のオルフェンズ                                                    | マリュー・ラミアス                                | 機動戦士ガンダムSEED                    |
| 94   | フル・フロンタル                                | 機動戦士ガンダムUC                                                                     | ドズル・ザビ                                      | 機動戦士ガンダム                        |
| 95   | ハリー・オード                                  | ∀ガンダム／∀ガンダム I 地球光／∀ガンダム II 月光蝶                                     | アムロ・レイ                                      | 機動戦士Ζガンダム                       |
| 96   | イオ・フレミング                                | 機動戦士ガンダムTHUNDERBOLT                                                            | ハイネ・ヴェステンフルス                          | 機動戦士ガンダムSEED DESTINY            |
| 97   | ジェリド・メサ                                  | 機動戦士Ζガンダム                                                                      | ミスター・ブシドー                                | 機動戦士ガンダム00                      |
| 98   | ミハル・ラトキエ                                | 機動戦士ガンダム                                                                       | アトラ・ミクスタ                                  | 機動戦士ガンダム 鉄血のオルフェンズ     |
| 99   | セシリー・フェアチャイルド （ベラ・ロナ）       | 機動戦士ガンダムF91                                                                    | カトル・ラバーバ・ウィナー                        | 新機動戦記ガンダムW                     |
| 100  | ヤマギ・ギルマトン                              | 機動戦士ガンダム 鉄血のオルフェンズ                                                    | ランバ・ラル                                      | 機動戦士ガンダム THE ORIGIN             |

### ガンダムソングス
| 順位 | 曲名                                     | 歌手名     | 作品名                               |
| ---- | ---------------------------------------- | ---------- | ------------------------------------ |
| 1    | 水の星へ愛をこめて                       | 森口博子   | 機動戦士Ζガンダム                    |
| 2    | 哀 戦士                                  | 井上大輔   | 機動戦士ガンダムII 哀・戦士編        |
| 3    | ETERNAL WIND〜ほほえみは光る風の中〜     | 森口博子   | 機動戦士ガンダムF91                  |
| 4    | BEYOND THE TIME (メビウスの宇宙を越えて) | TM NETWORK | 機動戦士ガンダム逆襲のシャア         |
| 5    | 嵐の中で輝いて                           | 米倉千尋   | 機動戦士ガンダム 第08MS小隊          |
| 6    | フリージア                               | Uru        | 機動戦士ガンダム 鉄血のオルフェンズ  |
| 7    | JUST COMMUNICATION                       | TWO-MIX    | 新機動戦記ガンダムW                  |
| 8    | めぐりあい                               | 井上大輔   | 機動戦士ガンダムIII めぐりあい宇宙編 |
| 9    | Ζ・刻をこえて                            | 鮎川麻弥   | 機動戦士Ζガンダム                    |
| 10   | RE:I AM                                  | Aimer      | 機動戦士ガンダムUC                   |

| 順位 | 曲名                                               | 歌手名                                                  | 曲名                                               |
| ---- | -------------------------------------------------- | ------------------------------------------------------- | -------------------------------------------------- |
| 11   | 翔べ! ガンダム                                     | 池田鴻/フィーリング・フリー/ ミュージッククリエイション | 機動戦士ガンダム                                   |
| 12   | あんなに一緒だったのに                             | See-Saw                                                 | 機動戦士ガンダムSEED                               |
| 13   | INVOKE -インヴォーク-                              | T.M.Revolution                                          | 機動戦士ガンダムSEED                               |
| 14   | Raise your flag                                    | MAN WITH A MISSION                                      | 機動戦士ガンダム 鉄血のオルフェンズ                |
| 15   | 儚くも永久のカナシ                                 | UVERworld                                               | 機動戦士ガンダム00                                 |
| 16   | 暁の車                                             | FictionJunction YUUKA                                   | 機動戦士ガンダムSEED                               |
| 17   | RAGE OF DUST                                       | SPYAIR                                                  | 機動戦士ガンダム 鉄血のオルフェンズ                |
| 18   | Meteor -ミーティア-                                | T.M.Revolution                                          | 機動戦士ガンダムSEED                               |
| 19   | 月の繭                                             | 奥井亜紀                                                | ∀ガンダム                                          |
| 20   | サイレント・ヴォイス                               | ひろえ純                                                | 機動戦士ガンダムΖΖ                                 |
| 21   | オルフェンズの涙                                   | MISIA                                                   | 機動戦士ガンダム 鉄血のオルフェンズ                |
| 22   | RHYTHM EMOTION                                     | TWO-MIX                                                 | 新機動戦記ガンダムW                                |
| 23   | DAYBREAK'S BELL                                    | L'Arc〜en〜Ciel                                         | 機動戦士ガンダム00                                 |
| 24   | StarRingChild                                      | Aimer                                                   | 機動戦士ガンダムUC                                 |
| 25   | DREAMS                                             | ROMANTIC MODE                                           | 機動新世紀ガンダムX                                |
| 26   | STAND UP TO THE VICTORY 〜トゥ・ザ・ヴィクトリー〜 | 川添智久                                                | 機動戦士Vガンダム                                  |
| 27   | Gの閃光                                            | ハセガワダイスケ                                        | ガンダム Gのレコンギスタ                           |
| 28   | ignited -イグナイテッド-                           | T.M.Revolution                                          | 機動戦士ガンダムSEED DESTINY                       |
| 29   | Resolution                                         | ROMANTIC MODE                                           | 機動新世紀ガンダムX                                |
| 30   | LAST IMPRESSION                                    | TWO-MIX                                                 | 新機動戦記ガンダムW Endless Waltz -特別篇-         |
| 31   | クオリア                                           | UVERworld                                               | 機動戦士ガンダム00 -A wakening of the Trailblazer- |
| 32   | WHITE REFLECTION                                   | TWO-MIX                                                 | 新機動戦記ガンダムW Endless Waltz                  |
| 33   | MEN OF DESTINY                                     | MIQ(MIO)                                                | 機動戦士ガンダム0083 STARDUST MEMORY               |
| 34   | FLYING IN THE SKY                                  | 鵜島仁文                                                | 機動武闘伝Gガンダム                                |
| 35   | Believe                                            | 玉置成実                                                | 機動戦士ガンダムSEED                               |
| 36   | trust you                                          | 伊藤由奈                                                | 機動戦士ガンダム00                                 |
| 37   | Trust You Forever                                  | 鵜島仁文                                                | 機動武闘伝Gガンダム                                |
| 38   | アニメじゃない -夢を忘れた古い地球人よ-            | 新井正人                                                | 機動戦士ガンダムΖΖ                                 |
| 39   | いくつもの愛をかさねて                             | 岩﨑元是                                                | 機動戦士Vガンダム                                  |
| 40   | ニブンノイチ                                       | BACK-ON                                                 | ガンダムビルドファイターズ                         |

### 中間結果
4月2日の特番「歴史秘話ガンダムヒストリア」にてキャラクター・モビルスーツの上位10件、ガンダムソングの「シークレット」扱いとされた上位3曲を除く10位から4位を発表。
|      | キャラクター                  | キャラクター                             | モビルスーツ                 | モビルスーツ                      | ガンダムソング                           | ガンダムソング | ガンダムソング                       |
| 順位 | キャラクター名                | 作品名                                   | 機体名                       | 作品名                            | 曲名                                     | 歌手名         | 作品名                               |
| ---- | ----------------------------- | ---------------------------------------- | ---------------------------- | --------------------------------- | ---------------------------------------- | -------------- | ------------------------------------ |
| 1    | シャア・アズナブル            | 機動戦士ガンダムほか                     | νガンダム                    | 機動戦士ガンダム 逆襲のシャア     | シークレット                             | -              | -                                    |
| 2    | オルガ・イツカ                | 機動戦士ガンダム 鉄血のオルフェンズ      | Ζガンダム                    | 機動戦士Ζガンダム                 | シークレット                             | -              | -                                    |
| 3    | アムロ・レイ                  | 機動戦士ガンダム 逆襲のシャアほか        | ストライクフリーダムガンダム | 機動戦士ガンダムSEED DESTINY      | シークレット                             | -              | -                                    |
| 4    | キラ・ヤマト                  | 機動戦士ガンダムSEEDほか                 | ウィングガンダムゼロ（EW版） | 新機動戦記ガンダムW Endless Waltz | BEYOND THE TIME (メビウスの宇宙を越えて) | TM NETWORK     | 機動戦士ガンダム逆襲のシャア         |
| 5    | グラハム・エーカー            | 機動戦士ガンダム00ほか                   | フリーダムガンダム           | 機動戦士ガンダムSEED              | 嵐の中で輝いて                           | 米倉千尋       | 機動戦士ガンダム 第08MS小隊          |
| 6    | 刹那・F・セイエイ             | 機動戦士ガンダム00ほか                   | ガンダムF91                  | 機動戦士ガンダムF91               | フリージア                               | Uru            | 機動戦士ガンダム 鉄血のオルフェンズ  |
| 7    | カミーユ・ビダン              | 機動戦士Ζガンダムほか                    | キュベレイ                   | 機動戦士Ζガンダム                 | JUST COMMUNICATION                       | TWO-MIX        | 新機動戦記ガンダムW                  |
| 8    | アナベル・ガトー              | 機動戦士ガンダム0083 STARDUST MEMORYほか | サザビー                     | 機動戦士ガンダム 逆襲のシャア     | めぐりあい                               | 井上大輔       | 機動戦士ガンダムIII めぐりあい宇宙編 |
| 9    | ハマーン・カーン              | 機動戦士Ζガンダムほか                    | 百式                         | 機動戦士Ζガンダム                 | RE:I AM                                  | Aimer          | 機動戦士ガンダムUC                   |
| 10   | マスター・アジア （東方不敗） | 機動武闘伝Gガンダム                      | ガンダム                     | 機動戦士ガンダム                  | Ζ・刻をこえて                            | 鮎川麻弥       | 機動戦士Ζガンダム                    |

## 関連番組
歴史秘話 ガンダムヒストリア
ガンダムシリーズの歴史を歴史秘話ヒストリア風に紹介するとともに、『全ガンダム大投票』企画の作品を除く3カテゴリの中間結果発表も行う。
- 出演者
  - 司会：渡邊あゆみ（NHKアナウンサー、歴史秘話ヒストリア初代案内役）
  - 出演：富野由悠季、氷川竜介、福井晴敏

- 放送時間
  - 本放送：BSプレミアム 2018年4月2日 0:00 - 1:00
  - 再放送：総合テレビ 4月12日 23:55 - 1:00（NET BUZZ枠内）、4月16日 0:40 - 1:40

セカンドの美学 〜シャア・アズナブル〜
主役を凌ぐ人気を誇る2番手の魅力をファンや関係者に徹底取材する番組として、シャア・アズナブルの魅力を取り上げる。
- 出演者
  - 出演：池田秀一、古谷徹、潘恵子、潘めぐみ、安彦良和
  - 語り：福圓美里

- 放送時間：BSプレミアム 2018年4月28日 23:45 - 0:45（再放送：7月15日 1:15 - 2:15）

アニソン・アカデミー
リクエストランキング企画「アニソンランキング部」の番外編として番組独自のガンダム楽曲ランキング「裏ガンダムソングスランキング」を実施し4月7日から4月20日までリクエスト楽曲と好きなキャラクターを番組サイトにて募集し、5月12日放送では大投票特番でのガンダムソングス上位10曲のフルサイズ音源と裏ガンダムソングランキング最終結果を紹介。裏ガンダムソングランキング1位には堀光一路「シャアが来る」が選ばれた。

## CDアルバム
本番組の「ガンダムソングス・ランキング」上位10曲を森口博子がカバーしたアルバム『GUNDAM SONG COVERS』が2019年8月7日にキングレコードから発売されている。リリース後オリコン週間アルバムランキングでは3位を獲得、累計販売枚数は10万枚を超え、第61回日本レコード大賞企画賞を受賞している。